# Sarrat dera Gleiseta
El Sarrat dera Gleiseta és una serra situada al municipi de Vielha e Mijaran a la comarca de la Vall d'Aran, amb una elevació màxima de 2.292 metres.